# Sveriges Arkitekter

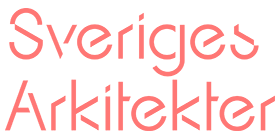
Sveriges Arkitekters logotyp

Sveriges Arkitekter är en fack- och branschorganisation för alla Sveriges arkitekter, inredningsarkitekter, landskapsarkitekter och planeringsarkitekter. Förbundet hade i juli 2021 knappt 14 000 medlemmar. 

## Allmänt
| Kasper Salin-priset och Landmärket är två av de sammanlagt sju priser som varje år delas ut av Sveriges Arkitekter på Arkitekturgalan. |  | Kasper Salin-priset och Landmärket är två av de sammanlagt sju priser som varje år delas ut av Sveriges Arkitekter på Arkitekturgalan. |
| Kasper Salin-priset och Landmärket är två av de sammanlagt sju priser som varje år delas ut av Sveriges Arkitekter på Arkitekturgalan. |  | |

Sveriges Arkitekter bildades den 1 juli 2002. Det skedde genom ett samgående mellan de yrkesideella organisationerna Svenska Arkitekters Riksförbund (SAR), Svenska Inredningsarkitekters Riksförbund (SIR), Landskapsarkitekternas Riksförbund (LAR) (som före 1970 hette Föreningen Svenska Trädgårds- och Landskapsarkitekter och innan dess  Föreningen Svenska Trädgårdsarkitekter (FST)) och Fysiska Planerares Riksförbund (FPR) samt fackförbundet ArkitektFörbundet. 1979 hade Svenska arkitektföreningen gått upp i SAR.
Medlem i Sveriges Arkitekter förkortas MSA. Medlemmar som uppfyller förbundets krav på utbildning och yrkeserfarenhet kan använda yrkestitlarna arkitekt SAR/MSA, arkitekt SIR/MSA, landskapsarkitekt LAR/MSA respektive planeringsarkitekt FPR/MSA.
Sveriges Arkitekters verksamhet omfattar facklig rådgivning och individuellt stöd till medlemmar, kompetensutveckling, uppdrag för att säkra processen i arkitekttävlingar samt opinionsarbete mot politiker och övrig samhällsbyggnadsbransch. Förbundet ingår i Saco.
Sveriges Arkitekter delar årligen ut Kasper Salin-priset, Landmärket, Guldstolen, Sveriges Arkitekters Planpris och Sveriges Arkitekters kritikerpris.